# Jewgienij Słucki
Jewgienij Jewgienjewicz Słucki (Eugen Slutsky, ros. Евгений Евгеньевич Слуцкий; ur. 7 kwietnia 1880 we wsi Nowoje k. Mołogi, zm. 10 marca 1948 w Moskwie) – rosyjski matematyk i ekonomista.

## Życiorys

### Wczesne życie i edukacja
Jewgienij Jewgienjewicz Słucki urodził się 7 kwietnia 1880 r. w miejscowości Nowoje w Obwodzie Jarosławskim w Rosji. Jego ojcem był pochodzący z Ukrainy Jewgienij Słucki, z zawodu nauczyciel szkolny. Jego dziadek ze strony ojca był urzędnikiem sądowym w Kijowie.
W 1889 r. ojciec Słuckiego stracił pracę z powodu sprzeciwienia się polityce państwa i rodzina przeprowadziła się do Żytomierza na Ukrainie, gdzie zapisał się do gimnazjum kładącego nacisk na nauki matematyczne oraz fizyczne. W wieku 19 lat ukończył gimnazjum ze złotym medalem, a następnie wstąpił na Uniwersytet Kijowski aby studiować na wydziale Matematyki i Fizyki.

### Nauka uczelniana oraz małżeństwo
Podczas pierwszych lat nauki na uniwersytecie Słucki został wydalony dwukrotnie. Za pierwszym razem w 1901 r. za udział w nielegalnych spotkaniach mających na celu przywrócenie na uniwersytet dwóch studentów, którzy zostali wydaleni wcześniej za swoje poglądy polityczne. Za swoje wykroczenie został wysłany do wojska, jednak ze względu na dalsze protesty studenckie został przywrócony na uniwersytet. Drugie wydalenie z uczelni miało miejsce w 1902 r. w konsekwencji uczestnictwa w protestach przeciwko ministrowi rosyjskiemu. Konsekwencją tego wykroczenia był zakaz edukacji na jakimkolwiek uniwersytecie wyższym na terenie Rosji.
Po wydaleniu z uczelni z pomocą środków finansowych od rodziny przeprowadził się do Monachium. Studiował na tamtejszej politechnice od 1902 do 1905 roku i doszedł do wniosku, jak później napisał w autobiografii, że nauki inżynieryjne nie są jego mocną stroną i postanowił poświęcić się pracy naukowej.
Dzięki przemianom w Rosji w 1905 r. jego powrót na Uniwersytet Kijowski stał się możliwy. Po powrocie do Ukrainy wstąpił na wydział prawa, aby studiować ekonomię polityczną. W 1911 r. uzyskał stopień naukowy, a podczas studiów uzyskał złoty medal za rozprawę „Teoria Użyteczności Krańcowej”. W międzyczasie ponadto studiował matematykę, ekonomię klasyczną oraz filozofię.
W 1909 r. poślubił Julię Nikołajewnę Wołodkiewicz, nauczycielkę nauk przyrodniczych, której ojciec był dyrektorem szkoły w Kijowie.

### Dalsza kariera
Od stycznia 1913 r. do 1926 r. wykładał w Kijowskim Instytucie Handlu, gdzie w 1920 r. uzyskał tytuł profesora. W 1926 r. zaczął pracę w rosyjskim Instytucie Badań Koniunktury w Moskwie. W trakcie tej pracy Słucki unikał pisania dzieł o tematyce ekonomicznej ze względu na niebezpieczeństwo z tego wynikające w Stalinowskiej Rosji. W tym okresie skupił się na teorii prawdopodobieństwa.
Po zamknięciu instytutu w 1930 r. Słucki zaczął aplikować swoje umiejętności statystyczne w Centralnym Instytucie Meteorologii, gdzie pracował do 1934 r. Następnie wykładał w Instytucie Matematyki i Mechaniki Uniwersytetu Moskiewskiego. Od 1938 pracował w Instytucie Stiekłowa w Moskwie.
Zmarł 10 marca 1948 r. w Moskwie w wieku 67 lat.

## Dokonania naukowe

### W zakresie ekonomii
Słucki zajmował się dekompozycją zmiany popytu na dobro pod wpływem zmiany ceny tego dobra lub dobra powiązanego na efekt substytucyjny oraz dochodowy. przedstawił to za pomocą równania nazwanego na jego cześć obecnie równaniem Słuckiego.
Ponadto w 1915 r. w języku włoskim zostało wydane jego dzieło Sulla teoria del bilancio del consumatore odnoszące się do teorii wyboru konsumenta, które było jednym z ostatnich dzieła autora z zakresu ekonomii i z powodu I wojny światowej zostało szerzej zauważone dopiero po kilkunastu latach.

### W zakresie matematyki i statystyki
Najważniejszym dokonaniem Słuckiego w tej dziedzinie jest twierdzenie Słuckiego, które mówi o zachowaniu własności algebraicznych przez granice par ciągów zmiennych losowych, z których pierwszy jest zbieżny według rozkładu a drugi zbieżny według prawdopodobieństwa do pewnej stałej.
Ponadto badania Słuckiego skupiały się głównie na korelacji oraz regresji. Jako pierwszy zastosował on w dziedzinie ekonomii autoregresyjny model statystyczny dotyczący przedziałów czasowych. Ze swoich badań dotyczących danych historycznych w 1927 r. sformułował teorie dotyczącą efektu Słucki-Yule, który tłumaczył wpływ czynników losowych na procesy cykliczne, w tym cykle koniunkturalne. Odkrycie to spowodowało powstanie modelu procesów stacjonarnych. W 1937 r. Słucki wyznaczył warunki na mierzalność funkcji losowej.

## Ważniejsze dzieła
- The Theory of Correlation (a book), 1912.
- The Essence of Cooperation and its Forms, 1913.
- Sulla teoria del bilancio del consumatore [w:] Giornale degli Economisti, 1915.
- On a Mistake in the Use of the Formula of theory of Correlation, 1916.
- On the logical foundation of the calculus of probability, 1922
- On the law of large numbers [w:] Vestnik Statistiki, 1925
- The Summation of Random Causes as a Source of Cyclical Processes, [w:] Problems of Economic Conditions The Conjuncture Institute, Moscow vol 3, 1927.
- Autobiografia, 1938